# C15H22N4O2
化学式C15H22N4O2（摩尔质量：290.37 g/mol）可以指：
- 卡他唑酯，CAS号：34966-41-1
- 1-(4-硝基-3-哌啶-1-基-苯基)-哌嗪，CAS号：346704-04-9

|  | 这个同类索引页列出了具有相同分子式的化学物（即同分異構體）条目。 除非您是有意链接至本页，否则应将相应条目的内部链接指向正确的条目。 |